# Списък с епизоди на „Пълна Драма: Отмъщението на острова“
Това е списък с епизоди на сериала Пълна Драма: Отмъщението на острова. Тук са дадени датите на излъчване в САЩ, Южна Африка, Канада и България. Заради токсичните инциденти по света, продуцентите са принудени да махнат твърде токсичните кадри и да излъчат преработеният материал в САЩ чак през юни. Епизодите, но без премахнатите кадри, се излъчват в България от 6 март 2012 г. Излъчването е всеки вторник от 18:30 ч. Първият епизод е излъчен във вторник, но някои справочници твърдят, че е излъчен в понеделник, 6 март.
| Държава                    | Начало        | Край              |
| -------------------------- | ------------- | ----------------- |
| Канада                     | 5 януари 2012 | 12 април 2012     |
| Южна Африка                | 8 март 2012   | 31 май 2012       |
| Съединени американски щати | 5 юни 2012    | 11 септември 2012 |
| България                   | 6 март 2012   | 29 май 2012       |

| # | Име                              | Излъчвания                                                                                       | Отбор-победител     | Напуснал     |
| --- | -------------------------------- | ------------------------------------------------------------------------------------------------ | ------------------- | ------------ |
| 1 | По-голямо! По-лошо! По-брутално! | 5 януари 2012 – Канада 8 март 2012 – Южна Африка 5 юни 2012 – САЩ 6 март 2012 – България         | Мутиралите гъсеници | Стейси       |
| 2 | Истина или лазерна акула         | 12 януари 2012 – Канада 15 март 2012 – Южна Африка 12 юни 2012 – САЩ 13 март 2012 – България     | Мутиралите гъсеници | Дакота       |
| 3 | Ледено предизвикателство         | 19 януари 2012 – Канада 22 март 2012 – Южна Африка 19 юни 2012 – САЩ 20 март 2012 – България     | Мутиралите гъсеници | Би (Беварли) |
| 4 | Страхотии в гората               | 26 януари 2012 – Канада 29 март 2012 – Южна Африка 26 юни 2012 – САЩ 27 март 2012 – България     | Мутиралите гъсеници | Дакота       |
| Брик е преместен от отбор „Гъсеници“ в отбор „Плъхове“ |                                  |                                                                                                  |                     |              |
| 5 | Гмуркане                         | 2 февруари 2012 – Канада 5 април 2012 – Южна Африка 3 юли 2012 – САЩ 3 април 2012 – България     | Мутиралите гъсеници | Даун         |
| 6 | Избягалият модел                 | 9 февруари 2012 – Канада 12 април 2012 – Южна Африка 10 юли 2012 – САЩ 10 април 2012 – България  | Мутиралите гъсеници | Сам          |
| Джо става част от „Гъсениците“, а Скот — от „Плъховете“ (те си разменят местата). |                                  |                                                                                                  |                     |              |
| 7 |                                  | 16 февруари 2012 – Канада 19 април 2012 – Южна Африка 17 юли 2012 – САЩ 17 април 2012 – България | Токсичните плъхове  | Анн Мария    |
| Първо Дакота напуска във втори епизод. Тя е върната на острова, но не като стажантка, а като участничка в епизод 7. След първото и катапултиране, тя се връща като асистент на Крис в епизод 3. Той пак я катапултира в епизод 4, но неизвестно защо, тя отново се появява в петият. |                                  |                                                                                                  |                     |              |